# Hans Günter Winkler
Hans Günter Winkler (Barmen, 24 de julho de 1926) é um ginete de elite alemão especialista em saltos, pentacampeão olímpico. 

## Carreira
Hans Günter Winkler representou seu país nos Jogos Olímpicos de 1964, 1972 e 1984, na qual conquistou a medalha de ouro nos saltos por equipes em 1956, 1960, 1964 e 1972, e em 1956 no individual.